# Pyrrhia aconita
Pyrrhia aconita là một loài bướm đêm trong họ Noctuidae.